# Оскар Рамірес
Оскар Рамірес (ісп. Oscar Ramírez, нар. 8 грудня 1964) — костариканський футболіст, що грав на позиції півзахисника, флангового півзахисника. По завершенні ігрової кар'єри — футбольний тренер. З 2015 року очолює тренерський штаб національної збірної Коста-Рики.
Виступав, зокрема, за клуб «Алахуеленсе», а також національну збірну Коста-Рики.

## Клубна кар'єра
У дорослому футболі дебютував 1982 року виступами за команду клубу «Алахуеленсе», в якій провів одинадцять сезонів, взявши участь у 316 матчах чемпіонату.  Більшість часу, проведеного у складі «Алахуеленсе», був основним гравцем команди.
Згодом з 1993 по 1999 рік грав у складі команд клубів «Сапрісса» та «Белень».
Завершив професійну ігрову кар'єру у клубі «Гуанакастека», за команду якого виступав протягом 1999—2000 років.

## Виступи за збірну
1984 року дебютував в офіційних матчах у складі національної збірної Коста-Рики. Протягом кар'єри у національній команді, яка тривала 14 років, провів у формі головної команди країни 75 матчів, забивши 6 голів.
У складі збірної був учасником чемпіонату світу 1990 року в Італії, Золотого кубка КОНКАКАФ 1991 року у США, Кубка Америки 1997 року у Болівії.

## Кар'єра тренера
Розпочав тренерську кар'єру невдовзі по завершенні кар'єри гравця, 2002 року, очоливши тренерський штаб клубу «Белень».
В подальшому очолював команди клубів «Сантос де Гвапілес» та «Алахуеленсе», а також входив до тренерських штабів клубу «Сапрісса» та збірної Коста-Рики.
З 2015 року очолює тренерський штаб національної збірної Коста-Рики, зокрема керував її діями на Кубку Америки 2016 року в США.

## Титули і досягнення

### Футболіста
- Чемпіон Коста-Рики (8): 1983, 1984, 1990-91, 1991-92, 1993/94, 1994/95, 1997/98, 1998/99.
- Переможець Ліги чемпіонів КОНКАКАФ (2): 1986, 1995.
- Володар Клубного кубка UNCAF (1): 1998.
- Бронзовий призер Чемпіонату націй КОНКАКАФ: 1985
- Переможець Кубка центральноамериканських націй: 1991, 1997

### Тренера
- Чемпіон Коста-Рики (5): 2010/11 (І), 2010/11 (В), 2011/12 (І), 2012/13 (І), 2013/14 (І).